# Uitgestrekte gangen

Uitgestrekte draf

Gestrekte galop

Uitgestrekte gangen is het uitstrekken door een paard tijdens de galop, draf of eventueel stap. Uitstrekken wil zeggen dat het paard in hetzelfde tempo blijft lopen, het ritme waarin de hoeven op de grond komen verandert niet, maar de paslengte en de snelheid nemen wel toe. Een paard strekt de gang dus uit, door zich energieker van de grond af te zetten met vooral de achterhoeven - bij draf en galop houdt dat ook in: langere zweefmomenten.
De functie van deze oefeningen is: krachttraining (harder moeten afzetten) en gymnastiseren (het paard moet zich strekken om de langere passen te maken). Ingewikkeld hierbij is, dat het paard moet kunnen spelen met het zwaartepunt: duwt het dier het zwaartepunt botweg naar voren, dan valt het dier op de voorhand en lukken de langere passen niet meer. Bij het teruggaan van uitgestrekte draf of galop naar de gewone draf of galop moet het dier extra de achterbenen onder de massa zetten om de versnelde massa van paard en ruiter weer met de achterbenen op te vangen. Dit is een pittige oefening die, mits correct uitgevoerd, veel resultaat geeft. In dressuurproeven wordt tegenwoordig wel gesproken van middendraf en middengalop: een draf respectievelijk galop die het midden houdt tussen de gewone en de uitgestrekte gang.
In stap bij dressuurproeven wordt ook gevraagd om het min of meer dalen en strekken van de hals om telgang te voorkomen. De stap kent geen zweefmoment, en harder afzettende achterhoeven die die energie niet kunnen omzetten in een zweefmoment willen de beenzetting van de stap nog weleens verstoren. Hierdoor ontstaat wat vroeger de vrije stap werd genoemd: een ruime stap aan een lange(re) teugel.
In de vrije natuur zal een paard dat haast heeft niet blijven stappen, maar in draf gaan om dingen te onderzoeken - of weggalopperen als er gevaar is. Uitgestrekte stap is dus een min of meer onnatuurlijke gang.